# Винфилд (Канзас)
Винфилд (енгл. Winfield) град је у америчкој савезној држави Канзас.

## Демографија
По попису из 2010. године број становника је 12.301, што је 95 (0,8%) становника више него 2000. године.
| Група             | 2000.          | 2010.          |
| Белци             | 10.470 (85,8%) | 10.126 (82,3%) |
| Афроамериканци    | 398 (3,3%)     | 481 (3,9%)     |
| Азијати           | 456 (3,7%)     | 479 (3,9%)     |
| Хиспаноамериканци | 569 (4,7%)     | 750 (6,1%)     |
| Укупно            | 12.206         | 12.301         |